# Pauliner

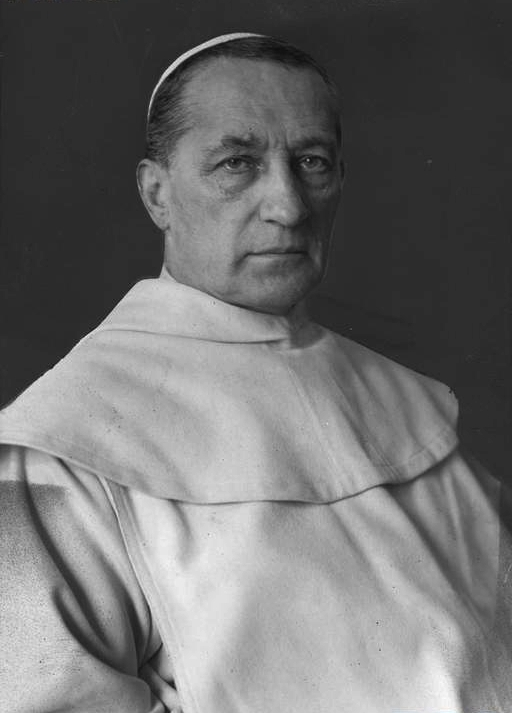
Pater Pius Przeździecki, Generaloberer 1931–1941

Die Pauliner (Ordo Sancti Pauli Primi Eremitae; ungarisch pálosok; kroatisch pavlini, Ordenskürzel OSPPE) beziehungsweise der Orden des heiligen Paulus, des ersten Einsiedlers ist eine Ordensgemeinschaft in der römisch-katholischen Kirche.  Der Wahlspruch des Ordens lautet Solus cum DEO solo („allein mit dem einen Gott“).

## Geschichte
Der Paulinerorden geht auf eine Eremitenbewegung im 13. Jahrhundert zurück. Er wurde 1250 in Ungarn vom seligen Eusebius (ungarisch Boldog Özséb), einem Kanonikus von Gran (ungarisch Esztergom), gegründet. Eusebius sammelte die in Ungarn und Kroatien lebenden Eremiten und wählte für ihr Leben die Regel des heiligen Augustinus. Zum Patron und Vorbild bestimmten die Mönche den heiligen Paulus von Theben, der in der kirchlichen Tradition auch als „der erste Einsiedler“ bezeichnet wird. Bereits im Jahre 1270 wurde der Orden vom Heiligen Stuhl anerkannt.
In Kroatien befand sich einst im Kapela-Gebirge ein bedeutendes Kloster der Pauliner, das von den Fürsten von Frankopan gestiftet wurde. Eine hervorragende Rolle spielt dabei der Wallfahrtsort Jasna Góra in Tschenstochau, das größte Marienheiligtum Mittel- und Osteuropas, das die Pauliner schon seit mehr als sechs Jahrhunderten betreuen. Jährlich kommen zum Gnadenbild der Schwarzen Madonna etwa drei bis vier Millionen Pilger.
In Ungarn und den habsburgischen Ländern war der Orden der Pauliner bereits 1786 von Joseph II. aufgehoben worden. Nach kurzer Rückkehr in den 1930er Jahren wurde er 1951 in Ungarn wiederum verboten und kann dort erst seit 1989 wieder öffentlich wirken.

## Eigenart
Der Ursprung und die Entstehung gaben dem Orden eigene Züge: Die ersten Pauliner suchten als Einsiedler das Gebet, die Kontemplation in der Einsamkeit und eine strenge Lebensform. In der historischen Entwicklung des Ordens zeigt sich sein ständiges Bemühen, das kontemplative Leben mit der seelsorglichen Tätigkeit in Einklang zu bringen.
Im Laufe der Jahrhunderte blieb der Orden flexibel und offen für die Herausforderungen der Zeit. Er übernahm missionarische Aufgaben, entwickelte seine Spiritualität, sein apostolisches Wirken und widmete sich der wissenschaftlichen und pädagogischen Arbeit.
Zum Wesen des Paulinerordens gehören:
- Kontemplation Gottes in der Einsamkeit,
- Liebe zum liturgischen Gebet,
- ein armes und arbeitsames Leben,
- apostolische Tätigkeit, besonders die Verkündigung des Wortes Gottes und das Spenden des Bußsakramentes.

Dank der ihm anvertrauten zahlreichen Marienheiligtümer erhielt der Orden bald einen weiteren besonderen Wesenszug: In der allgemeinen Überzeugung der Gläubigen, aber auch der Pauliner selbst, gilt er als marianischer Orden. Die Verbreitung der Marienverehrung zeichnet den Paulinerorden deutlich aus.

### Aufnahme
Die erste Stufe des Ordenslebens ist das Postulat, das bis zu einem halben Jahr dauert. Der Kandidat lebt im Kloster und hat die Gelegenheit, seine Berufung zu prüfen. Die zweite Etappe beginnt mit dem Noviziat. Ein Novize muss nach kanonischem Recht mindestens das 17. Lebensjahr vollendet haben. Für die Priesteramtskandidaten dauert das Noviziat ein Jahr, für die Kandidaten der Ordensbrüder zwei Jahre. Die deutschsprachigen Kandidaten können das Noviziat in einem der deutschen Klöster absolvieren. Die Priesteramtskandidaten erwartet noch ein sechsjähriges Theologiestudium.

## Niederlassungen
Zurzeit leben etwa 500 Pauliner in ungefähr 65 Klöstern, die auf 16 Länder und vier Kontinente verteilt sind.

### Deutsche Provinz
Die Anfänge der Pauliner in Deutschland reichen bis in das Jahr 1351 zurück. Erst die Säkularisation im Jahre 1807 hat den Orden in Deutschland, mit dem in Bonndorf als letztes aufgelösten Paulinerkloster, für fast eineinhalb Jahrhunderte verschwinden lassen. 1981 kehrten die Pauliner zurück und gründeten im niederbayerischen Kloster Mainburg ihre erste neuzeitliche Niederlassung in Deutschland. Mit inzwischen sechs Niederlassungen und ca. 30 Ordensmitgliedern knüpft sie an die ursprüngliche Tradition des Ordens in diesem Land an. 2002 wurde die Deutsche Provinz des Paulinerordens errichtet. Alle drei Jahre wird beim Provinzkapitel ein neuer Provinzial gewählt, eine einmalige Wiederwahl ist möglich.
Provinziale der Deutschen Provinz seit 2002:

2002–2005 P. Mirko Legawiec OSPPE

2005–2008 P. Maximilian Melonek OSPPE

2008–2014 P. Mirko Legawiec OSPPE (Wiederwahl 2011)

2014–2020 P. Peter Dus OSPPE (Wiederwahl 2017)

2020–0000 P. Benjamin Bąkowski OSPPE

### Österreichische Provinz
Als erste Niederlassung gilt Ebnit (Vorarlberg) 1351 durch die Herren von Ems, sie gehörte noch zur schwäbischen Ordensprovinz, und wurde 1377 wieder aufgegeben. Es folgten 1414 das Paulinerkloster Unterranna (Niederösterreich),  und dann in dichter Folge im um 1460 Schlaining, 1473 Kulm-Eberau, 1475 Baumgarten (alle heutiges Burgenland, seinerzeit Königreich Ungarn), sowie 1480 Wiener Neustadt (Niederösterreich). Die burgenländischen Konvente wurden im 15. und 16. Jahrhundert sukzessive wieder aufgegeben. Im Zuge der Gegenreformation im Böhmischen aktiv, folgte 1708 das Kloster Maria Trost zu Graz (die heutige Basilika Mariatrost). An der Wende vom 17. zum 18. Jahrhundert gab es in der Habsburgermonarchie zehn Konvente, die anfangs direkt dem Generalprior unterstanden, und ab 1700 zur Provincia Croato-Austriaca gehörten, ab 1710 zur Provincia Germano-Austriaca (6 Konvente). Später folgte noch das Kloster Hernals. Zum 20. März 1786, in der Säkularisation des Josephinismus, wurde der Orden per kaiserlichem Dekret aufgehoben und die Klöster verstaatlicht (einschließlich zweier Klöster in Schwaben, die auf österreichischem Territorium lagen).

## Generalpriore
(Lückenhaft)
- Pius Przeździecki (1931–1941)
- Ludwik Nowak (1957–1963)
- Jerzy Jan Tomziński (1963–1975)
- Grzegorz Kotnis (1975–1978)
- Józef Płatek (1978–1990)
- Jan Nalaskowski (1990–1996)
- Stanisław Turek (1996–2002)[2]
- Izydor Matuszewski (2002–2014)
- Arnold Chrapkowski (seit 6. März 2014)